# Allegro en do mayor, KV 5a (Mozart)
El Allegro para teclado en do mayor, K. 9a/5a, es una breve pieza musical, compuesta por Wolfgang Amadeus Mozart, probablemente en Salzburgo en 1764, cuando tan sólo contaba con ocho años de edad. Esta pieza de música es la undécima composición de Mozart, y se encuentra recogida en el conocido como Nannerl Notenbuch, un pequeño cuaderno que Leopold Mozart, el padre de Wolfgang, empleaba para enseñar música a sus hijos. La pieza fue puesta por escrito por Leopold, en tanto que el pequeño Wolfgang no sabía escribir música por entonces, dada su corta edad.   

## Descripción
Es una pieza breve, compuesta por cuarenta y cuatro compases, y está en la tonalidad de do mayor. Suele ser interpretada en el clavicémbalo, aunque en su ejecución pueden emplearse otros instrumentos de teclado.
La pieza está escrita en compás de compasillo, presentando un comienzo tético y un final masculino o en parte fuerte. Como indica el tempo, es una pieza rápida y viva. Es la primera pieza en la Mozart hace uso del bajo de Alberti en el acompañamiento.